# Giuseppe Marchesi (architetto)
Giuseppe Marchesi (Monza, 26 agosto 1778 – Pavia, 14 agosto 1867) è stato un architetto italiano.

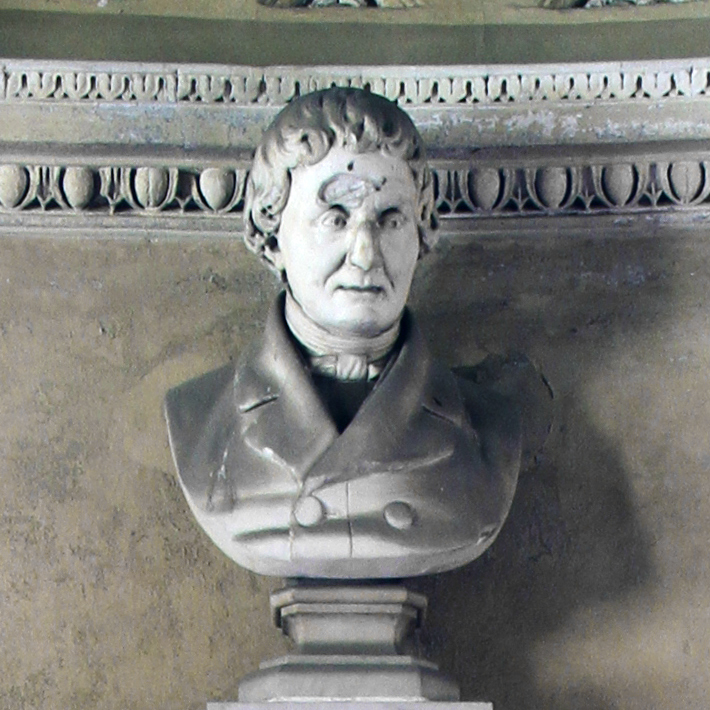
Busto raffigurante l'architetto Giuseppe Marchesi

Professore di architettura all'Università degli Studi di Pavia dal 1804 al 1848 e progettista di numerosi interventi di ampliamento e restauro nel palazzo universitario.

## Vita e opere

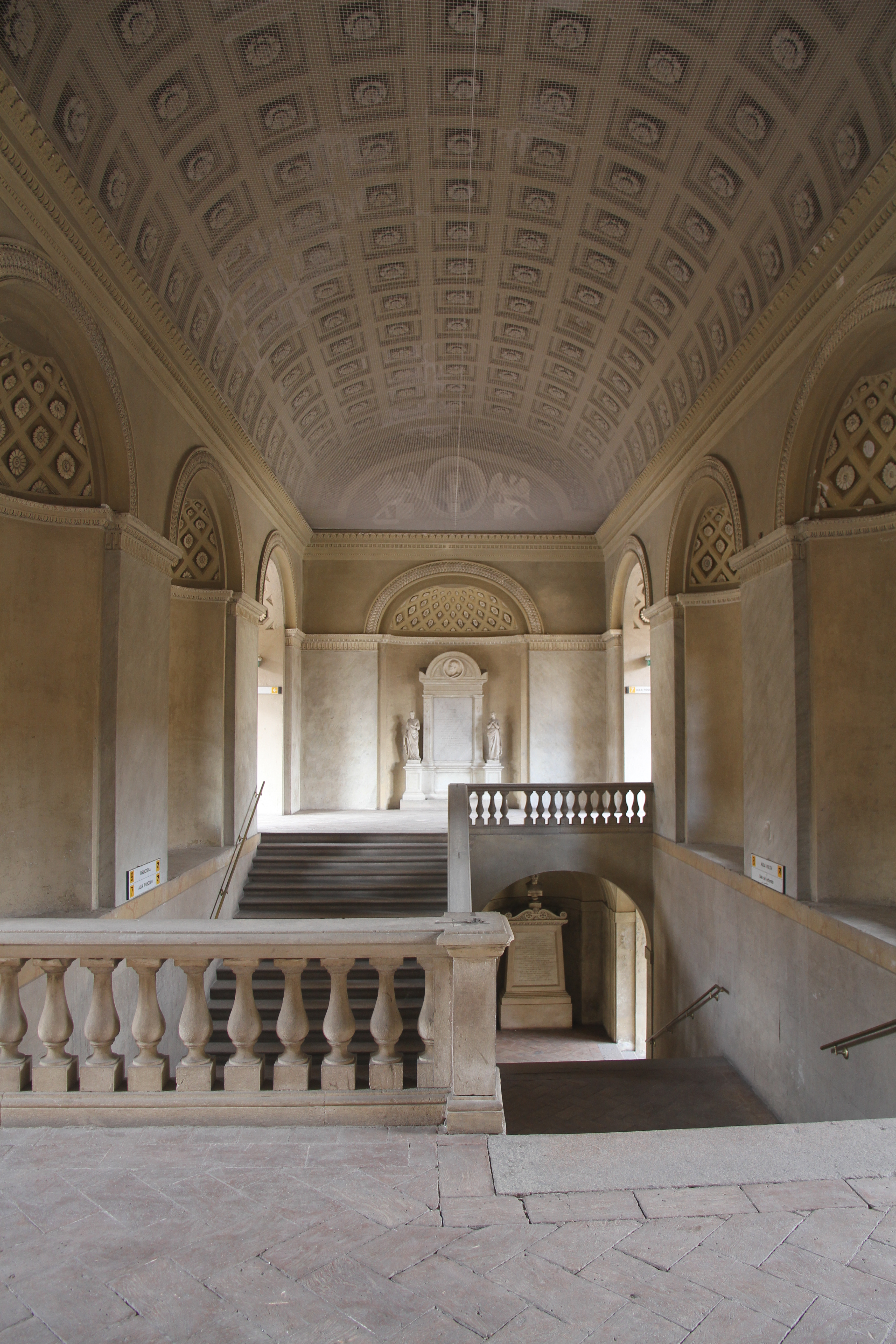
Scalone monumentale dell'Università di Pavia.

Diplomato nella facoltà filosofica e poi laureato in Matematica presso l'Università di Pavia, nel 1804 fu nominato professore di Architettura civile e militare nel medesimo ateneo, nel 1814 passò alla cattedra di Disegno architettonico, tornando nel 1817 a quella di Architettura, che con varie denominazioni mantenne fino al 1848. Dell'ateneo pavese fu anche rettore nell'anno accademico 1830-31, nominato dal Collegio dei dottori della Facoltà Matematica. Durante il periodo di insegnamento fu incaricato di progettare quasi tutti i lavori di restauro e ampliamento svolti nel palazzo universitario.
La sua attività architettonica fu destinata principalmente al palazzo universitario, in cui realizzò: il restauro dei teatri di Anatomia (attuale Aula Scarpa) e di Fisica (attuale Aula Volta); il completamento del palazzo con l'unificazione del nucleo storico quattrocentesco - rinnovato nel tardo Settecento dal Piermarini - con l'ex monastero del Leano, già parzialmente trasformato in sede universitaria dal Pollack; lo scalone monumentale; la torretta dell'orologio; il progetto dell'Aula Magna (la cui direzione dei lavori fu attribuita a Giovanni Battista Vergani).
Altre opere realizzate dal Marchesi a Pavia furono la trasformazione dell'ex aula di disegno della Scuola Militare in uffici amministrativi per il Collegio Ghislieri, l'obelisco di viale Matteotti, i portali della Chiesa di Santa Maria del Carmine, la casa Giannella in Corso Mazzini.
Marchesi fu anche autorevole membro della Commissione d'ornato di Pavia, attraverso la quale influenzò significativamente l'evoluzione architettonica della città.
Dopo la sua morte, al Marchesi fu dedicato un monumento collocato in una nicchia del pianerottolo superiore dello scalone del palazzo universitario, da lui stesso progettato, mentre, per sua volontà, la sua ricca biblioteca (che annoverava anche molte cinquecentine riguardanti l'architettura) fu donata alla biblioteca Universitaria di Pavia.